# Denis Bouanga
Denis Athanase Bouanga (Le Mans, 11 november 1994) is een Gabonees-Frans voetballer die doorgaans speelt als middenvelder. In augustus 2022 verruilde hij Saint-Étienne voor Los Angeles. Bouanga maakte in 2017 zijn debuut in het Gabonees voetbalelftal.

## Clubcarrière
Bouanga speelde in de jeugd van SO Maine en kwam hierna in de opleiding van Le Mans te spelen. Via Mulsanne-Téloché kwam hij bij FC Lorient terecht. Voor deze club maakte hij ook zijn professionele debuut. Op 9 augustus 2015 speelde Lorient met 0–0 gelijk op bezoek bij Olympique Lyon. Bouanga mocht van coach Sylvain Ripoll in de basis beginnen en hij speelde het gehele duel mee. In januari 2016 huurde Strasbourg hem voor een half seizoen. Na zijn terugkeer in Lorient werd hij opnieuw verhuurd; ditmaal verkaste Bouanga tijdelijk naar Tours. In de zomer van 2018 maakte Bouanga voor circa drie miljoen euro de overstap naar Nîmes Olympique, waar hij zijn handtekening zette onder een verbintenis voor de duur van drie seizoenen. Hiervan zou hij er maar één volmaken, voor hij in 2019 voor vierenhalf miljoen werd aangetrokken door Saint-Étienne. Aan het einde van het seizoen 2021/22 degradeerde Saint-Étienne naar de Ligue 2. Bouanga speelde één wedstrijd op dat niveau, voor hij voor vierenhalf miljoen euro overgenomen werd door Los Angeles.

## Clubstatistieken
| Seizoen | Club            | Competitie           | Competitie | Competitie | Beker | Beker | Internationaal | Internationaal | Totaal | Totaal |
| Seizoen | Club            | Competitie           | Wed.       | Dlp.       | Wed.  | Dlp.  | Wed.           | Dlp.           | Wed.   | Dlp.   |
| ------- | --------------- | -------------------- | ---------- | ---------- | ----- | ----- | -------------- | -------------- | ------ | ------ |
| 2015/16 | FC Lorient      | Ligue 1              | 4          | 1          | 2     | 0     | —              | —              | 6      | 1      |
| 2015/16 | → Strasbourg    | Championnat National | 18         | 5          | 0     | 0     | —              | —              | 18     | 5      |
| 2016/17 | → Tours         | Ligue 2              | 36         | 16         | 1     | 0     | —              | —              | 37     | 16     |
| 2017/18 | FC Lorient      | Ligue 2              | 34         | 9          | 7     | 6     | —              | —              | 41     | 15     |
| 2018/19 | Nîmes Olympique | Ligue 1              | 35         | 8          | 3     | 1     | —              | —              | 38     | 9      |
| 2019/20 | Saint-Étienne   | Ligue 1              | 26         | 10         | 5     | 2     | 5              | 0              | 36     | 12     |
| 2020/21 | Saint-Étienne   | Ligue 1              | 36         | 7          | 0     | 0     | —              | —              | 36     | 7      |
| 2021/22 | Saint-Étienne   | Ligue 1              | 34         | 9          | 3     | 0     | —              | —              | 37     | 9      |
| 2022/23 | Saint-Étienne   | Ligue 2              | 1          | 0          | 0     | 0     | —              | —              | 1      | 0      |
| 2022    | Los Angeles     | Major League Soccer  | 10         | 3          | 0     | 0     | —              | —              | 10     | 3      |
| 2023    | Los Angeles     | Major League Soccer  | 36         | 25         | 0     | 0     | 12             | 13             | 48     | 38     |
| 2024    | Los Angeles     | Major League Soccer  | 36         | 21         | 5     | 1     | 7              | 6              | 48     | 28     |
| 2025    | Los Angeles     | Major League Soccer  | 9          | 4          | 0     | 0     | 6              | 3              | 15     | 7      |
| Totaal  | Totaal          | Totaal               | 315        | 118        | 26    | 10    | 30             | 22             | 371    | 150    |

Bijgewerkt op 30 april 2025.

## Interlandcarrière
Bouanga maakte zijn debuut in het Gabonees voetbalelftal op 14 januari 2017, toen met 1–1 gelijkgespeeld werd tegen Guinee-Bissau. Bouanga mocht van bondscoach José Antonio Camacho in de basis beginnen en hij speelde het gehele duel mee. Acht minuten na rust gaf hij de assist op het openingsdoelpunt van Pierre-Emerick Aubameyang, maar uiteindelijk werd het gelijk door een treffer van Juary Soares. In zijn vierde interland kwam de middenvelder voor het eerst tot scoren. Tegen Guinee maakte hij een minuut voor rust de 1–1. Uiteindelijk wisten beide ploegen nog eenmaal tot scoren te komen.
| Interlands van Denis Bouanga voor Gabon | Interlands van Denis Bouanga voor Gabon | Interlands van Denis Bouanga voor Gabon | Interlands van Denis Bouanga voor Gabon | Interlands van Denis Bouanga voor Gabon | Interlands van Denis Bouanga voor Gabon | Interlands van Denis Bouanga voor Gabon |
| №                                       | Datum                                   | Wedstrijd                               | Uitslag                                 | Competitie                              | Goals                                   |                                         |
| Als speler bij Tours                    | Als speler bij Tours                    | Als speler bij Tours                    | Als speler bij Tours                    | Als speler bij Tours                    | Als speler bij Tours                    | Als speler bij Tours                    |
| --------------------------------------- | --------------------------------------- | --------------------------------------- | --------------------------------------- | --------------------------------------- | --------------------------------------- | --------------------------------------- |
| 1                                       | 14 januari 2017                         | Gabon – Guinee-Bissau                   | 1 – 1                                   | AK 2017                                 |                                         |                                         |
| 2                                       | 18 januari 2017                         | Gabon – Burkina Faso                    | 1 – 1                                   | AK 2017                                 |                                         |                                         |
| 3                                       | 22 januari 2017                         | Gabon – Kameroen                        | 0 – 0                                   | AK 2017                                 |                                         |                                         |
| 4                                       | 24 maart 2017                           | Guinee – Gabon                          | 2 – 2                                   | Vriendschappelijk                       | 44'                                     |                                         |
| 5                                       | 4 juni 2017                             | Gabon – Zambia                          | 0 – 0                                   | Vriendschappelijk                       |                                         |                                         |
| 6                                       | 10 juni 2017                            | Mali – Gabon                            | 2 – 1                                   | AK 2019 kwalificatie                    | 3'                                      |                                         |
| Als speler bij FC Lorient               |                                         |                                         |                                         |                                         |                                         |                                         |
| 7                                       | 2 september 2017                        | Gabon – Ivoorkust                       | 0 – 3                                   | WK 2018 kwalificatie                    |                                         |                                         |
| 8                                       | 5 september 2017                        | Ivoorkust – Gabon                       | 1 – 2                                   | WK 2018 kwalificatie                    |                                         |                                         |
| 9                                       | 7 oktober 2017                          | Marokko – Gabon                         | 3 – 0                                   | WK 2018 kwalificatie                    |                                         |                                         |
| Als speler bij Nîmes Olympique          |                                         |                                         |                                         |                                         |                                         |                                         |
| 10                                      | 12 oktober 2018                         | Gabon – Zuid-Soedan                     | 3 – 0                                   | AK 2019 kwalificatie                    | 28'                                     |                                         |
| 11                                      | 16 oktober 2018                         | Zuid-Soedan – Gabon                     | 0 – 1                                   | AK 2019 kwalificatie                    |                                         |                                         |
| 12                                      | 17 november 2018                        | Gabon – Mali                            | 0 – 1                                   | AK 2019 kwalificatie                    |                                         |                                         |
| 13                                      | 23 maart 2019                           | Burkina Faso – Gabon                    | 1 – 1                                   | AK 2019 kwalificatie                    |                                         |                                         |
| Als speler bij Saint-Étienne            |                                         |                                         |                                         |                                         |                                         |                                         |
| 14                                      | 10 oktober 2019                         | Burkina Faso – Gabon                    | 0 – 1                                   | Vriendschappelijk                       |                                         |                                         |
| 15                                      | 15 oktober 2019                         | Marokko – Gabon                         | 2 – 3                                   | Vriendschappelijk                       | 48'                                     |                                         |
| 16                                      | 14 november 2019                        | Congo-Kinshasa – Gabon                  | 0 – 0                                   | AK 2021 kwalificatie                    |                                         |                                         |
| 17                                      | 17 november 2019                        | Gabon – Angola                          | 2 – 1                                   | AK 2021 kwalificatie                    | 45'                                     |                                         |
| 18                                      | 11 oktober 2020                         | Gabon – Benin                           | 0 – 2                                   | Vriendschappelijk                       |                                         |                                         |
| 19                                      | 12 november 2020                        | Gabon – Gambia                          | 2 – 1                                   | AK 2021 kwalificatie                    | 6'                                      |                                         |
| 20                                      | 16 november 2020                        | Gambia – Gabon                          | 2 – 1                                   | AK 2021 kwalificatie                    |                                         |                                         |
| 21                                      | 25 maart 2021                           | Gabon – Congo-Kinshasa                  | 3 – 0                                   | AK 2021 kwalificatie                    | 72'                                     |                                         |
| 22                                      | 1 september 2021                        | Libië – Gabon                           | 2 – 1                                   | WK 2022 kwalificatie                    |                                         |                                         |
| 23                                      | 5 september 2021                        | Gabon – Egypte                          | 1 – 1                                   | WK 2022 kwalificatie                    |                                         |                                         |
| 24                                      | 8 oktober 2021                          | Angola – Gabon                          | 3 – 1                                   | WK 2022 kwalificatie                    |                                         |                                         |
| 25                                      | 12 november 2021                        | Gabon – Libië                           | 1 – 0                                   | WK 2022 kwalificatie                    |                                         |                                         |
| 26                                      | 16 november 2021                        | Egypte – Gabon                          | 2 – 1                                   | WK 2022 kwalificatie                    |                                         |                                         |
| 27                                      | 2 januari 2022                          | Burkina Faso – Gabon                    | 3 – 0                                   | Vriendschappelijk                       |                                         |                                         |
| 28                                      | 4 januari 2022                          | Mauritanië – Gabon                      | 1 – 1                                   | Vriendschappelijk                       |                                         |                                         |
| 29                                      | 10 januari 2022                         | Comoren – Gabon                         | 0 – 1                                   | AK 2021                                 |                                         |                                         |
| 30                                      | 14 januari 2022                         | Gabon – Ghana                           | 1 – 1                                   | AK 2021                                 |                                         |                                         |
| 31                                      | 23 januari 2022                         | Burkina Faso – Gabon                    | 1 – 1 (7 – 6 n.s.)                      | AK 2021                                 |                                         |                                         |
| 32                                      | 8 juni 2022                             | Gabon – Mauritanië                      | 0 – 0                                   | AK 2023 kwalificatie                    |                                         |                                         |
| Als speler bij Los Angeles              |                                         |                                         |                                         |                                         |                                         |                                         |
| 33                                      | 20 november 2022                        | Gabon – Niger                           | 3 – 1                                   | Vriendschappelijk                       |                                         |                                         |
| 34                                      | 23 maart 2023                           | Gabon – Soedan                          | 1 – 0                                   | AK 2023 kwalificatie                    |                                         |                                         |
| 35                                      | 18 juni 2023                            | Gabon – Congo-Kinshasa                  | 0 – 2                                   | AK 2023 kwalificatie                    |                                         |                                         |
| 36                                      | 9 september 2023                        | Mauritanië – Gabon                      | 2 – 1                                   | AK 2023 kwalificatie                    |                                         |                                         |
| 37                                      | 16 november 2023                        | Gabon – Kenia                           | 2 – 1                                   | WK 2026 kwalificatie                    | 60'                                     |                                         |
| 38                                      | 19 november 2023                        | Burkina Faso – Gabon                    | 1 – 2                                   | WK 2026 kwalificatie                    |                                         |                                         |
| 39                                      | 7 juni 2024                             | Ivoorkust – Gabon                       | 1 – 0                                   | WK 2026 kwalificatie                    |                                         |                                         |
| 40                                      | 11 juni 2024                            | Gabon – Gambia                          | 3 – 2                                   | WK 2026 kwalificatie                    | 75'                                     |                                         |
| 41                                      | 6 september 2024                        | Marokko – Gabon                         | 4 – 1                                   | AK 2025 kwalificatie                    |                                         |                                         |
| 42                                      | 10 september 2024                       | Gabon – Centraal-Afrikaanse Republiek   | 2 – 0                                   | AK 2025 kwalificatie                    |                                         |                                         |
| 43                                      | 11 oktober 2024                         | Gabon – Lesotho                         | 0 – 0                                   | AK 2025 kwalificatie                    |                                         |                                         |
| 44                                      | 15 oktober 2024                         | Lesotho – Gabon                         | 0 – 2                                   | AK 2025 kwalificatie                    |                                         |                                         |
| 45                                      | 15 november 2024                        | Gabon – Marokko                         | 1 – 5                                   | AK 2025 kwalificatie                    | 4'                                      |                                         |
| 46                                      | 20 maart 2025                           | Gabon – Seychellen                      | 3 – 0                                   | WK 2026 kwalificatie                    | 30', 63'                                |                                         |
| 47                                      | 23 maart 2025                           | Kenia – Gabon                           | 1 – 2                                   | WK 2026 kwalificatie                    |                                         |                                         |

Bijgewerkt op 30 april 2025.

## Erelijst
| Competitie                           |            |                      |            |            |
| Competitie                           | Aantal     | Jaren                |            |            |
| Strasbourg                           | Strasbourg | Strasbourg           | Strasbourg | Strasbourg |
| ------------------------------------ | ---------- | -------------------- | ---------- | ---------- |
| Championnat National                 | 1          | 2015/16              |            |            |
| Los Angeles                          |            |                      |            |            |
| Major League Soccer                  | 1          | 2022                 |            |            |
| Individueel                          |            |                      |            |            |
| Topscorer van de Major League Soccer | 1          | 2023 (25 doelpunten) |            |            |